# Виссер, Барбара
Барбара Виссер (нидерл. Barbara Visser; род. 16 августа 1977, Шибеник) — нидерландский политический и государственный деятель. Член Народной партии за свободу и демократию. Министр инфраструктуры и управления водными ресурсами Нидерландов с 31 августа 2021 года. Депутат Палаты представителей Нидерландов с 20 сентября 2012 года.

## Биография
Родилась 16 августа 1977 года в городе Шибеник в Социалистической Республике Хорватия в составе СФРЮ.
С 27 апреля 2010 года — депутат совета общины Занстад.
По результатам парламентских выборов 2012 года избрана депутатом Палаты представителей Нидерландов.
26 октября 2017 года назначена государственным секретарём по вопросам обороны в кабинете под руководством премьер-министра Марка Рютте. 31 августа 2021 года получила портфель министра инфраструктуры и управления водными ресурсами Нидерландов, сменила Кору ван Ниуэнхёйзен.